# Langenthal (Zwitserland)
Langenthal (Bernduits: Langetau, Langetu of Langete) is een gemeente en plaats in het Zwitserse kanton Bern, en maakt deel uit van het district Oberaargau.
Langenthal telt 15.291 inwoners.

## Geboren
- Emma Graf (1865-1926), onderwijzeres, suffragette en feministe
- Fritz Scheidegger (1930-1967), motorcoureur
- Peter Marti (1952-2023), voetballer
- Sabrina Altermatt (1985), atlete